# Tomba Regolini-Galassi

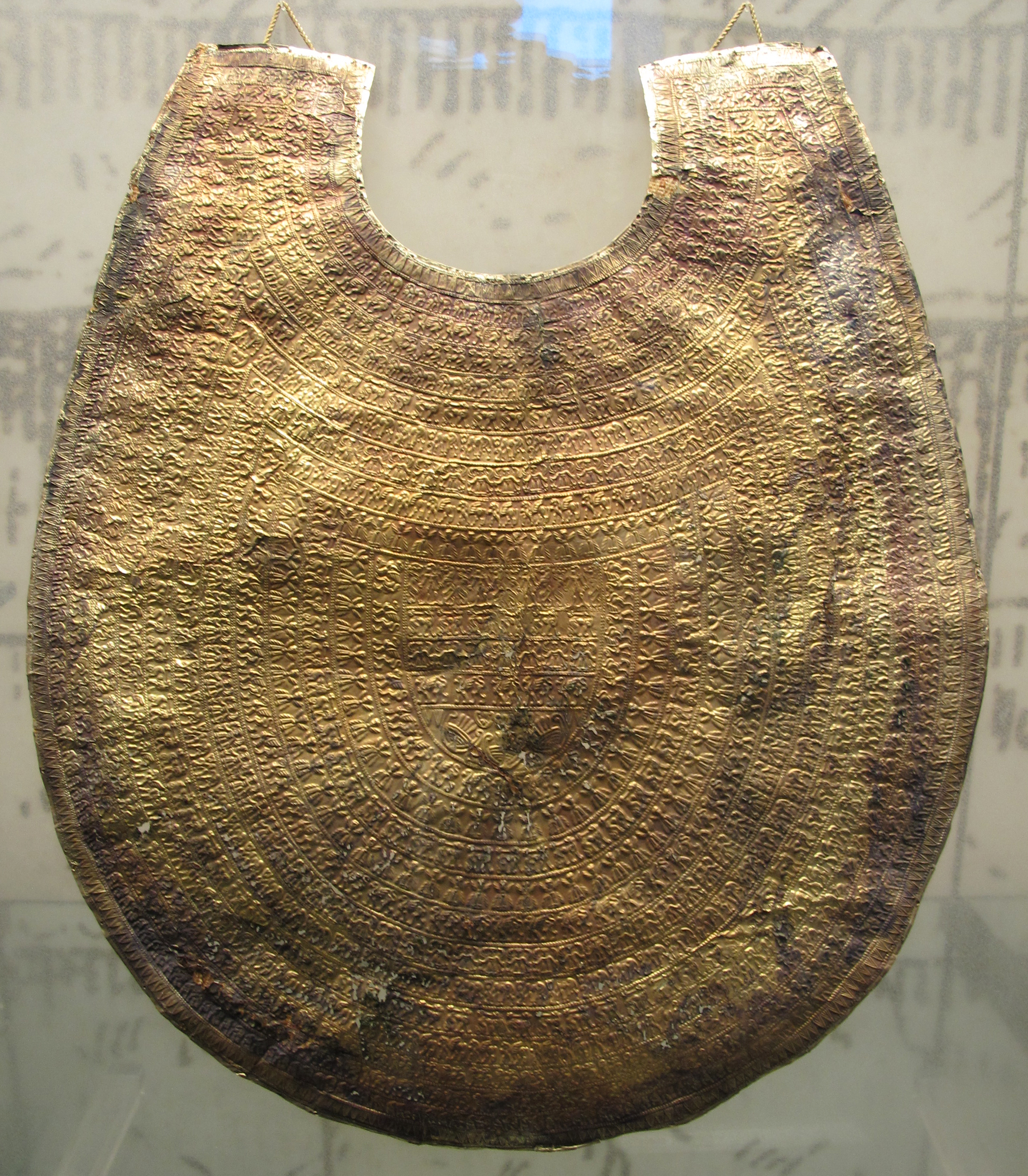
Or pectoral de la tomba Regolini-Galassi, ca. 650 aC

La tomba Regolini-Galassi és una tomba familiar etrusca localitzada a Caere, una antiga ciutat al centre de la península Itàlica a mig centenar de quilòmetres al nord/nord-oest de la ciutat de Roma. Datada entre 650 i 600 aC, probablement 640 aC. Va ser construïda per una família rica amb bronze i joies d'or etrusques d'estil oriental. La tomba va ser descoberta el 1836 en la moderna Cerveteri i rep el nom dels excavadors, el general Vincenzo Galassi i l'arxipreste de Cerveteri, Alessandro Regolini.